# Argentino Auchter
Argentino Salvador Auchter (Córdoba, 1901 - íd., 1984) fue un militar y político argentino, gobernador de la provincia de Córdoba entre 1946 y 1947. Fue el primer gobernador cordobés perteneciente al peronismo.

## Carrera militar
Ingresó al Colegio Militar de la Nación en 1918 y egresó de subteniente tres años después. Siguió el curso superior de aviación. El 6 de agosto de 1924, mientras volaba en un biplano regresando de una recepción al príncipe Humberto de Saboya, tuvo un grave accidente. Dos años después fue condecorado por el gobierno italiano y en 1927, obtuvo su retiro.

## Militante radical
Adhirió al radicalismo. En 1935 Amadeo Sabattini envió dirigentes de su partido a diferentes lugares de Córdoba para vigilar las elecciones que se desarrollarían, dado que se hablaba de un posible fraude. Auchter, junto a otros políticos como Carlos Moyano, Pedro E. Vivas, Agobar Anglada y Santiago H. del Castillo, fueron enviados a un pueblo del departamento Río Primero llamado Plaza de Mercedes, lugar adonde llegaron el 17 de noviembre. Allí se produjo un tiroteo entre estos dirigentes radicales y la Policía. Murieron los doctores Anglada y Vivas, además de siete policías.
En 1936 fue jefe político en el departamento San Javier, en 1938, durante el gobierno de Sabattini, fue Jefe de Policía (desde el 13 de junio hasta el 22 de noviembre de ese año) e integró el directorio de Vialidad. Desde 1939 presidió el Banco de Préstamos de la provincia.

## Gobernador de Córdoba
A posterior de la movilización popular del 17 de octubre de 1945, el gobierno nacional de facto convocó a Elecciones Generales de Autoridades Públicas para el 24 de febrero de 1946. Auchter se integró a la Unión Cívica Radical Junta Renovadora. el sector nacionalista del radicalismo que apoyaba la candidatura presidencial del Coronel Juan Domingo Perón, y fue elegido candidato a Gobernador de Córdoba por una alianza política constituida entre la Unión Cívica Radical Junta Renovadora, antiguos dirigentes demócratas —como el exgobernador Ramón J. Cárcano— y el Partido Laborista -integrado por dirigentes sindicales-. Auchter basó su campaña en los postulados de la justicia social y la gestión del gobierno militar del que se presentaba como continuador. Sobre la base de esos apoyos, impuso reformas en el funcionamiento administrativo y comercial del servicio postal, creando sucursales en las catorce ciudades e impulsando la construcción de un nuevo edificio pensado específicamente para ser sede central del organismo, el Palacio de Correos de Córdoba. Ejecutó y reparó numerosos caminos carreteros, puentes, vados, alcantarillas, pozos y molinos para provisión de agua. Continuó los trabajos iniciados para dotar de agua potable a los barrios obreros de Córdoba capital, Villa María y la ciudad de Río Cuarto. Impulsó una política industrialista en la provincia iniciando una profunda transformación del perfil productivo de Córdoba, que con el tiempo se constituyó en uno de los polos industriales del país, fundamentalmente a través de un amplio plan de centrales hidroeléctricas y de fábricas militares de armamentos (Río Tercero, Villa María, San Francisco)

## Conflicto político con el laborismo
El peronismo mediterráneo, en su génesis, estaba conformado por la confluencia de tres sectores principales: la élite católica a cargo de la organización de Acción Católica, el sector nacionalista y antiliberal de la Unión Cívica Radical, y la tendencia tradicionalista del Partido Demócrata de Córdoba, que buscaba captar al movimiento obrero favoreciendo a los trabajadores en los conflictos laborales y creando sindicatos paralelos cuando no podía persuadir a las dirigencias sindicales.
El predominio de los sectores tradicionales del poder en Córdoba en la conformación de los apoyos a Juan Domingo Perón, forzó al Partido Laborista a resignar tanto la candidatura a gobernador, en favor de un militar y exdirigente radical como Auchter, como lugares en las listas de candidatos a Diputados y Senadores provinciales. Sin embargo, lograron imponer al vicegobernador: el Ingeniero Ramón Asís, exmilitante radical y miembro fundacional del Partido Laborista en Córdoba.
El 6 de marzo de 1946 Auchter y Asís suscribieron un convenio político que establecía una distribución equitativa de cargos públicos entre la Unión Cívica Radical Junta Renovadora y el Partido Laborista, dejando en manos de éste el control de la Municipalidad de Córdoba. No obstante, el convenio no fue ratificado por la mesa directiva de los radicales renovadores e inmediatamente comenzaron los problemas políticos entre los integrantes de la coalición gobernante. La búsqueda de una solución de compromiso entre las partes, motivó la visita del vicepresidente electo Hortensio Quijano, el 15 de mayo, con un mensaje muy claro: Traigo orden y mandato de que todos los peronistas deben unirse.
El mensaje de unidad suponía una preeminencia de los radicales renovadores sobre los laboristas. El conflicto se extendió. Así las cosas, el 10 de junio de 1947 los diputados laboristas elevaron un Proyecto de juicio político contra Auchter. Este dispuso la clausura de la Legislatura a través de la Policía, sin embargo, antes del cumplimiento de la orden, veintidós legisladores opositores de la Cámara de Diputados de la Provincia de Córdoba[cita requerida] sancionaron sobre tablas el proyecto y notificaron al vicegobernador Ramón Asís. En este contexto, el gobierno nacional envió un Proyecto de intervención a la provincia de Córdoba el 12 de junio de 1947 y el 13 de junio designa Comisionado Federal a Román Alfredo Subiza.

## Los lineamientos del Proyecto Peronista
La política social del peronismo cordobés seguía los lineamientos de la legislación nacional, poniendo énfasis en asuntos inherentes a los trabajadores de la Administración Pública Provincial —el mayor sector urbano ocupado en la provincia hacia 1945—. Por ello, la acción legislativa llevada a cabo en la provincia de Córdoba sobre asuntos relacionados con la política laboral y la previsión social fue intensa.
El proceso de industrialización modificaba la distribución demográfica argentina con un intenso movimiento migratorio interno, desde los poblados rurales hacia las ciudades, con miles de trabajadores rurales que se establecían en los suburbios creando verdaderos cordones habitacionales atraídos por el reciente desarrollo industrial. Según el Censo Nacional de Población, Hogares y Viviendas en la Argentina de 1947, la provincia de Córdoba tenía una población de 1 497 987 personas, de las cuales el 70 % vivía disperso en el campo, el 25 % residía en la ciudad de Córdoba y el 5 % restante se diseminaba por los distintos polos marginales dentro del territorio cordobés. Por ello, era considerada una provincia periférica con algunos establecimientos dedicados a la confección de zapatos y telas, la industria del cemento y la Fábrica de Aviones instalada en 1927.
La necesidad de aumentar la producción de bienes de consumo a un mínimo costo, impulsó la revisión del marco regulatorio de provisión del servicio eléctrico provincial. Así, el proceso de recuperación de la soberanía energética y de reordenamiento del sistema, que había comenzado en 1946 con una política nacional de estatización de los servicios públicos, se trasladó a Córdoba. El gobernador Auchter dispuso la nacionalización de las empresas eléctricas extranjeras, que prestaban un mal servicio, no invertían para mejorarlo y planeaban extender en el tiempo el monopolio que detentaban. Se trataba de la Compañía de Luz y Fuerza Motriz de Córdoba y la Compañía General de Electricidad de Córdoba, propiedad del holding americano The Electric Bond and Share Company, controlado por la trasnacional General Electric.
Los decretos de Auchter dispusieron la caducidad de las concesiones, la provincialización de todos los bienes de las empresas y la creación de la Comisión Administradora del Servicio Público de Electricidad; garantizándose por ley, la estabilidad, escalafón y mutualidad de los empleados y obreros de empresas de servicios públicos transferidos al Estado. Llevó a cabo la ampliación de la Universidad Nacional de Córdoba (UNC). Apoyó e impulsó una política industrialista en su provincia iniciando una profunda transformación del perfil productivo de Córdoba, que con el tiempo se constituyó en uno de los polos industriales del país, fundamentalmente a través de un amplio plan de centrales hidroeléctricas (La Viña, San Roque, Cruz del Eje, Río Tercero) y de fábricas militares de armamentos (Río Tercero, Villa María, San Francisco), así como la ampliación en un tercio de la extensión de las rutas provinciales.
La mayor reivindicación salarial de la época la constituía el reconocimiento y pago del aguinaldo, consistente en la liquidación de un sueldo mensual complementario a pagarse con motivo de las fiestas de fin de año. Las empresas privadas en el territorio cordobés pagaban el aguinaldo a sus empleados y obreros desde 1945 por el Decreto nacional N.º 33.302, y donde el art. 3.º establecía: Las personas que utilicen empleados u obreros están obligados a reconocer: a) salario vital mínimo; b) salario básico; c) sueldo anual complementario. El 19 de diciembre de 1946 la Asamblea Legislativa de Córdoba sancionó la Ley N.º 4097 disponiendo el pago de un sobresueldo en carácter de aguinaldo a los empleados y obreros de la Administración Pública Provincial.
Uno de los principales cuestionamientos a la política laboral del primer gobierno peronista, fue el régimen salarial de la Administración Pública Provincial. Paralelamente Córdoba había tenido un importante florecimiento industrial derivado de la sustitución de importaciones que hizo crecer considerablemente al conurbano cordobés. Aumentando la presencia de fábricas automotores y de aviones, junto con la llegada de técnicos y operarios especializados, inexistentes hasta esa época, y que luego tendrían un rol fundamental en la expansión de la década del 50.Durante su gobierno se construye el Pabellón Argentina de Ciudad Universitaria, también el Hogar de Ancianos del Parque Sarmiento posteriormente usado como sede del gobierno provincial, el hospital Eva Perón.

## Historia electoral
Resultados electorales
- 24/02/1946 Elección para gobernador y vicegobernador

| Fórmula                            | Partido/Alianza                                         | Votos   |
| ---------------------------------- | ------------------------------------------------------- | ------- |
| Argentino Auchter/Ramón Asís       | Unión Cívica Radical Junta Renovadora/Partido Laborista | 118 660 |
| Antonio Medina Allende/Juan Irós   | Unión Cívica Radical                                    | 118 477 |
| Rodolfo Martínez/Octavio Capdevila | Partido Demócrata de Córdoba                            | 64 465  |
| Ramón A. Contreras/Manzanelli      | Partido Comunista                                       | 4288    |
| Arturo Orgaz/Juan Pressaco         | Partido Socialista                                      | 3514    |